# Giuseppe Sacripante
Giuseppe Sacripante (Narni, 19 de março de 1642 - Roma, 4 de janeiro de 1727) foi um cardeal do século XVIII

## Biografia
Nasceu em Narni em 19 de março de 1642. O mais velho dos quatro filhos de Giacinto Sacripante e Vittoria de Basilis. Seu sobrenome também está listado como Sacripanti. Tio do cardeal Carlo Maria Sacripante (1739).
Estudou letras e depois direito em Roma..
Trabalhou com Giacomo Prioli, auditor da Sagrada Rota Romana, a quem sucedeu quando o auditor adoeceu gravemente. Advogado Consistorial, 1684. Subdatário, 17 de abril de 1687; confirmado em seu cargo pelo novo Papa Alexandre VIII, em 10 de outubro de 1689; e novamente pelo Papa Inocêncio XII, 16 de julho de 1691. Abreviador da Cúria Romana, 6 de novembro de 1688. Cônego da patriarcal Basílica Lateranense. Secretário das Congregações de Avignon e Loreto. Referendário dos Tribunais da Assinatura Apostólica de Justiça e da Graça, mantendo o cargo de advogado consistorial, 24 de abril de 1690. Secretário de Memórias, mantendo o subdatário, 1695..
Criado cardeal sacerdote no consistório de 12 de dezembro de 1695; recebeu o gorro vermelho e o título de S. Maria na Traspontina, em 2 de janeiro de 1696. Prefeito da SC do Conselho Tridentino, de 2 de janeiro de 1696 até 4 de dezembro de 1700. Participou do conclave de 1700, que elegeu o Papa Clemente XI. Pró-datário, 4 de dezembro de 1700. Prefeito da SC de Propaganda Fide, 9 de dezembro de 1704 até sua morte. Camerlengo do Sagrado Colégio dos Cardeais, 26 de janeiro de 1705 até 25 de janeiro de 1706. Optou pelo título de S. Prassede, 3 de março de 1721. Participou do conclave de 1721, que elegeu o Papa Inocêncio XIII. Participou do conclave de 1724, que elegeu o Papa Bento XII. Optou pelo título de S. Lorenzo em Lucina, 31 de julho de 1726, cardeal primoprete..
Morreu em Roma em 4 de janeiro de 1727. Exposto na igreja de S. Ignazio, em Roma, onde se realizou o funeral, e sepultado no túmulo que construiu para si nessa mesma igreja.